# Sainte-Hélène, Ascension et Tristan da Cunha
 (novembre 2018).
Si vous disposez d'ouvrages ou d'articles de référence ou si vous connaissez des sites web de qualité traitant du thème abordé ici, merci de compléter l'article en donnant les références utiles à sa vérifiabilité et en les liant à la section « Notes et références ».
Sainte-Hélène, Ascension et Tristan da Cunha (en anglais : Saint Helena, Ascension and Tristan da Cunha) est un territoire britannique d'outre-mer situé dans le sud de l'océan Atlantique. Il est composé de huit îles, dont l'île Sainte-Hélène, l'île de l'Ascension et l'île Tristan da Cunha, les principales d'entre elles. La superficie terrestre totale du territoire est de 410 km2.
Le territoire était auparavant désigné sous le nom de Sainte-Hélène et dépendances (en anglais : Saint Helena and Dependencies), mais la constitution du 1er septembre 2009 impose aux trois îles un statut égalitaire.

## Histoire

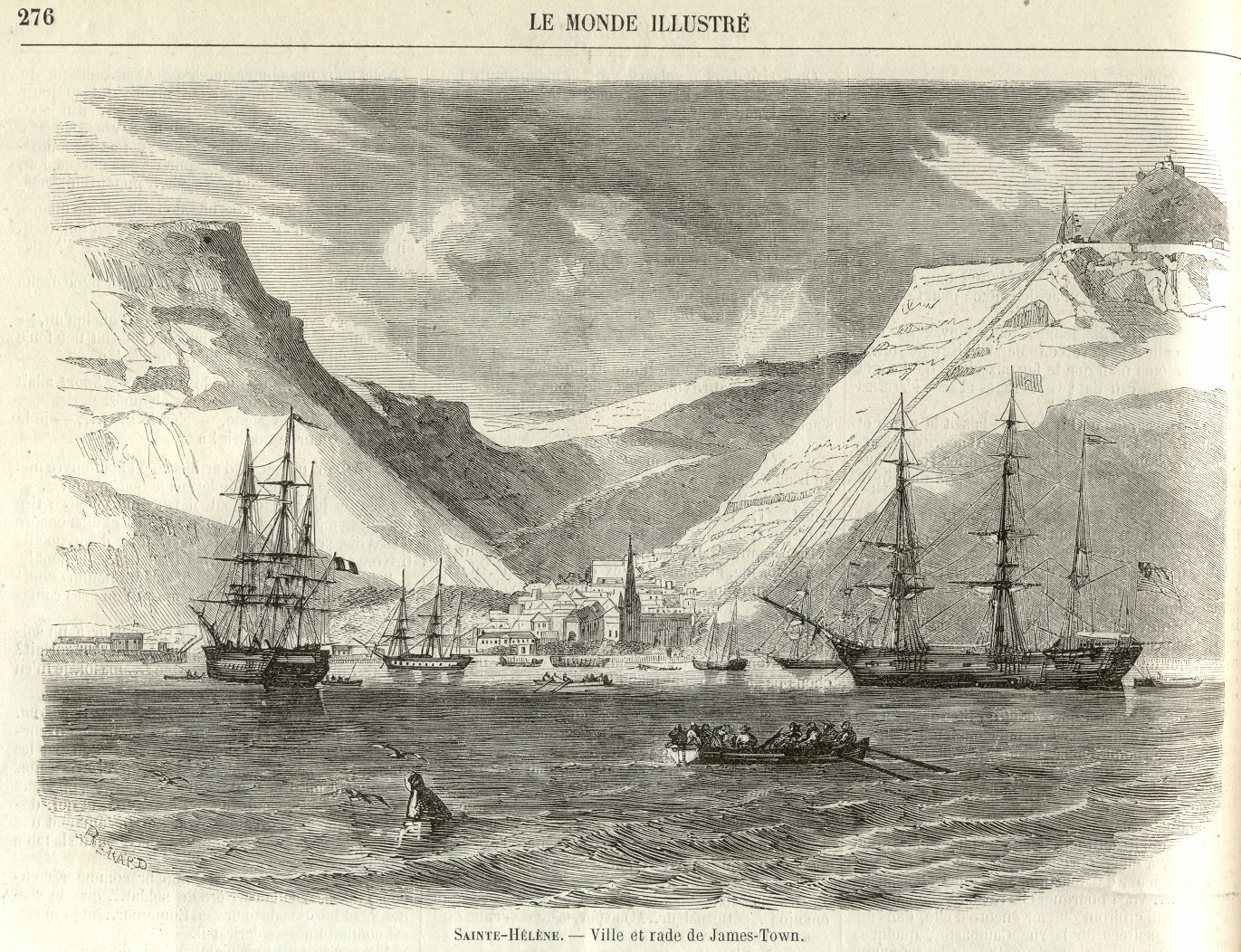
Sainte-Hélène : la rade de Jamestown en 1858.

L’île Sainte-Hélène fut découverte le 21 mai 1502 par le navigateur portugais João da Nova. Les Portugais y installèrent quelques maisons, mais l’île n'abrita pas de population permanente. Au début du XVIIe siècle, l’île servit d’étape pour les Portugais, les Hollandais, les Anglais et les Français sur la route des Indes. Elle est nommée en l’honneur d’Hélène, la mère de Constantin, en raison du jour de sa découverte.
Les Pays-Bas revendiquèrent l’île de 1645 à 1659, date à laquelle les Britanniques de la compagnie britannique des Indes orientales en prirent possession. Les Hollandais reprirent brièvement l’île pendant deux mois en 1673, avant d’en être à nouveau chassés par les Anglais qui y installèrent alors un premier camp permanent, à Jamestown.
En 1815, le gouvernement britannique décida d'utiliser l'île Sainte-Hélène comme lieu d'emprisonnement pour Napoléon Bonaparte. Afin de prévenir toute tentative d'évasion à partir des îles proches, ils annexèrent officiellement l'île de l'Ascension et Tristan da Cunha et y installèrent des garnisons. En 1821, Napoléon Ier décéda sur l'île de Sainte-Hélène.
Le 22 avril 1834, l'île Sainte-Hélène devint une colonie de la couronne britannique. En 1922, l’île de l’Ascension y fut rattachée comme dépendance suivi par Tristan da Cunha le 12 janvier 1938.
Lors de la seconde guerre des Boers (1899-1902), l’île Sainte-Hélène servit de camp pour accueillir environ 5 000 prisonniers de guerre.
Durant la Seconde Guerre mondiale, l’île de l’Ascension fut louée aux États-Unis qui y établirent une base aérienne.
En 1961, une éruption volcanique à Tristan da Cunha obligea les autorités à évacuer toute la population de l'île au Royaume-Uni. Les habitants de Tristan da Cunha ne purent y revenir qu'en 1963.

## Géographie

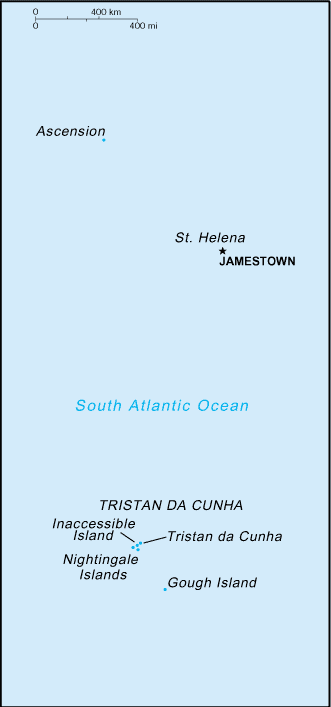
Carte du territoire de Sainte-Hélène

Le territoire de Sainte-Hélène, Ascension et Tristan da Cunha est composé de huit îles :
- l'île Sainte-Hélène ;
- l'île de l'Ascension à 1 131 kilomètres au nord-ouest ;
- l'archipel Tristan da Cunha à 2 100 kilomètres au sud ;
  - l'île Tristan da Cunha ;
  - l'île Gough ;
  - l'île Inaccessible ;
  - Middle Island ;
  - l'île Nightingale ;
  - l'île Stoltenhoff.

## Climat
Le climat varie en fonction des îles. 
L'île de l'Ascension et l'île Sainte-Hélène sont en zone intertropicale et le climat est désertique chaud (codé BWh) selon la classification de Köppen.
Bien plus au sud et bien en dehors de la zone intertropicale, l'archipel Tristan da Cunha (excepté l'île Gough) bénéficie d'un climat océanique, doux et humide (codé Cfb).
Pour le cas de l'île Gough située à 410 km au sud-est du reste de l'archipel Tristan da Cunha, le climat reste océanique (toujours codé Cfb) mais les températures sont plus fraîches tout comme les eaux entourant l'île. Le temps est souvent couvert et l'île Gough peut occasionnellement recevoir de la neige car elle est très souvent balayée par les vents en raison de sa position géographique au niveau des quarantièmes rugissants. Cependant la neige ne tient jamais au bord de l'océan et même rarement dans l'intérieur de l'île.

## Politique
Sainte-Hélène est régie par une constitution datant de 1988. À Sainte-Hélène, le pouvoir législatif est exercé par un Conseil législatif de quinze membres, dont douze sont élus par la population du territoire pour un mandat de quatre ans selon un mode de scrutin plurinominal majoritaire dans une unique circonscription. Lors des élections, les habitants ont autant de votes qu'il y a de sièges, à raison d'un vote par candidats. Les 12 candidats ayant reçu le plus de votes sont déclarés élus. Les trois autres membres sont le gouverneur et deux officiers désignés par la Couronne britannique.
Le pouvoir exécutif est détenu par le roi Charles III, qui le délègue à un gouverneur, le gouverneur de Sainte-Hélène, Ascension et Tristan da Cunha – résidant à Plantation House –, nommé par lui sur conseil du gouvernement britannique. Le gouverneur est Philip Rushbrook depuis le 11 mai 2019. Suivant le modèle d'un régime parlementaire, le chef d’État et son gouverneur ne jouent cependant qu'un rôle figuratif, le pouvoir exécutif étant réellement exercé par le Ministre en chef de Sainte-Hélène, soit depuis le 25 octobre 2021, Julie Thomas,.
La fonction de Ministre en chef a été mise en place après les élections législatives de 2021. Auparavant, le pouvoir exécutif local était exercé par un conseil exécutif présidé par le gouverneur et cinq membres du Conseil législatif choisis par le gouverneur. Ceux-ci formaient ensuite des comités sur des sujets donnés, tandis que le gouverneur exerçait ainsi de fait la fonction de chef du gouvernement. Lors du référendum consultatif de mars 2021, la population a cependant approuvé la création du poste de ministre en chef, qui nomme ensuite quatre ministres parmi les membres du Conseil, sur le modèle d'un système parlementaire classique. Le gouverneur continue de présider le Conseil exécutif, qui comporte également le procureur général pour membre de droit, mais l'essentiel du pouvoir exécutif est détenu par le ministre en chef.
Les îles de l'Ascension et de Tristan da Cunha sont chacune dotées d'un conseil de l'île et d'un administrateur désigné par le gouverneur.
Le Conseil de l'île de Tristan da Cunha est composé de douze membres dont huit élus par la population.

## Subdivisions
Le territoire de Sainte-Hélène, Ascension et Tristan da Cunha est divisé en trois unités administratives.
| Nom                       | Superficie (km2) | Population (2008)Statistical Yearbook St Helena | Chef-lieu               |
| ------------------------- | ---------------- | ----------------------------------------------- | ----------------------- |
| Île Sainte-Hélène         | 121 km2          | 4 257                                           | Jamestown               |
| Île de l'Ascension        | 88 km2           | 710                                             | Georgetown              |
| Archipel Tristan da Cunha | 184 km2          | 264                                             | Édimbourg-des-Sept-Mers |
| Territoire d'outre-mer    | 394 km2          | 5 231                                           | Jamestown               |

## Économie
L'île a eu une économie peu diversifiée jusqu'au milieu des années 1960, essentiellement basée sur la culture du lin de Nouvelle-Zélande pour la fabrication de fibres et de cordes. L'agriculture y est maintenant essentiellement vivrière, mis à part un peu de culture de café.
La pêche reste la seule activité réellement importante de l'île, mais le territoire est presque entièrement soutenu par l'aide de Londres, notamment au travers des installations américano-britanniques de l'île de l'Ascension, qui emploient environ 25 % de la population.
L'industrie touristique de Sainte-Hélène est peu développée et reste basée sur le thème de l'emprisonnement de Napoléon. 
Les îles d'Ascension, de Tristan da Cunha et de Sainte-Hélène produisent leurs propres timbres-poste, recherchés par les collectionneurs, ce qui apporte un revenu significatif au territoire.
Seul un territoire possède sa propre monnaie, la livre de Sainte-Hélène, les autres utilisant la livre sterling.

## Démographie
Avec une population de 6 567 habitants au recensement de 1998, le territoire de Sainte-Hélène apparaît comme l'un des territoires britanniques les moins peuplés. Le territoire se dépeuple rapidement car de nombreuses personnes s'installent au Royaume-Uni ou dans les îles Malouines, faute d'emploi.
Environ 50 % des habitants sont d'origine africaine tandis que les descendants d'Européens (Britanniques et Scandinaves) et de Chinois représentent chacun un quart de la population.
Les habitants sont majoritairement anglicans, mais il existe également des baptistes, des adventistes et des catholiques. Sainte-Hélène détiendrait également le record du nombre de témoins de Jéhovah en proportion de sa population (env. 250).
La population de Tristan da Cunha était de 284 habitants en 1998, quasiment tous issus des sept familles d'origine de l'île, ce qui ne va pas sans poser de nombreux problèmes de consanguinité. Une huitième famille s'y est installée récemment[Quand ?].[réf. souhaitée]
L'île de l'Ascension est occupée par les employés des installations spatiales et militaires américano-britanniques et n'a pas de population autochtone.